# 安朔隧道
安朔隧道位於臺鐵南迴線菩安號誌站（已廢站）與古莊號誌站間，為台鐵第四長隧道，也是南迴線第二長的隧道，全長5,483公尺。
本隧道由行政院國軍退除役官兵輔導委員會榮民工程事業管理處承包建造，分別以側壁導坑工法、底設導坑工法、上半明挖回填法、上半先進工法、新奧工法（NATM）施工，施工時開挖豎坑一座，長113.65公尺，以新奧工法施作。
安朔隧道與中央隧道一樣是雙線化區間並採用電氣化淨空標準設計，電氣化工程於2020年12月23日完工。

## 外部連結
- 三、南迴鐵路(69.7.1~73.12) - 榮工人園地（繁體中文）